# Лакшин, Владимир Яковлевич
Влади́мир Я́ковлевич Лакши́н (6 мая 1933, Москва — 26 июля 1993, там же) — русский советский прозаик, литературный критик, литературовед и мемуарист. Академик РАО, доктор филологических наук. Автор свыше десяти книг критики, прозы, мемуаристики, трёхсот статей в разных жанрах, автор известных телевизионных программ о русских классиках.

## Биография
Родился в семье артиста МХАТа Якова Ивановича Лакшина (1900—1971).
В 1955 году окончил филологический факультет МГУ. Преподаватель кафедры истории русской литературы на этом же факультете (1958—1961).
В 1962 году защитил кандидатскую диссертацию «Толстой и Чехов».
В 1961—1967 гг. — сотрудник «Литературной газеты».

### В «Новом мире»
В 1967—1970 годах — первый заместитель главного редактора журнала «Новый мир», ближайший соратник А. Т. Твардовского. Активно разрабатывал и пропагандировал редакционную политику «Нового мира».
Линия «Нового мира» исходила из общепринятого в СССР взгляда на литературу как на средство познания и преобразования действительности. Но в отличие от официозной литературы, которая считала необходимым «приподнимать» действительность, показывая её «революционное развитие» в желаемом направлении, «Новый мир» настаивал, что орудием познания и преобразования действительности может быть только литература, показывающая правду жизни в соответствии с законами искусства:

Конечно, это ещё не самое важное в искусстве, но литература может, скажем, помочь министру доподлинно представить себе, как живёт, о чём думает простой рабочий — такого знания не дают никакие отчёты и сводки, а рабочему в свою очередь — как живёт, чем бывает озабочен на службе и дома министр, о котором он знает лишь по официальным газетным отчётам. Вот почему ещё наша литература должна быть безусловно правдива: она не имеет права лгать хотя бы с помощью идеализации или умолчания — иначе она нарушает важные связи в обществе.

В. Лакшин отстаивал широкое обсуждение общественных проблем, направленное на демократизацию социалистического общества и утверждение в нём нравственных ценностей.
В. Лакшин приветствовал повесть А. Солженицына «Один день Ивана Денисовича» и его рассказ «Матрёнин двор», поддерживал произведения И. Грековой, В. Сёмина.
Предметом его исследования стали опубликованные в 1960-е годы произведения М. Булгакова. Историко-литературное исследование В. Лакшина «„Мудрецы“ Островского в истории и на сцене» проводило параллели между различными типами социального поведения в «эпохи реформ» в России 60-х годов XIX и XX веков.
После публикации А. Солженицыным книги «Бодался телёнок с дубом» В. Лакшин в альманахе Самиздата «XX век» (Лондон, 1977) опубликовал свой взгляд на отношения между Солженицыным и журналом «Новый мир». По-прежнему признавая выдающуюся литературную и историческую роль Солженицына, он счёл несправедливыми обвинения, выдвигавшиеся им против редакции и лично Твардовского. Он подчёркивал, что для Твардовского лояльность советскому строю была не проявлением трусости, а искренним убеждением, что руководство Твардовского в редакции было демократичным, с откровенным обсуждением спорных вопросов. Резко выступил против политической позиции Солженицына, призывавшего США к жёсткой политике по отношению к СССР.
В то же время В. Лакшин выступил и против западных «новых левых», подвергнув критике их гедонистическое отношение к жизни, карнавализацию сознания, за пренебрежение традиционными нравственными ценностями, трудом, ответственностью, состраданием («Герберт Маркузе на карнавале», 1971).

### После «Нового мира»
Консультант журнала «Иностранная литература» (1970—1986).
В 1981 году защитил докторскую диссертацию об А. Н. Островском.
Первый заместитель главного редактора журнала «Знамя» (1987—1989).
Член-корреспондент АПН РСФСР (1989).
Главный редактор журнала «Иностранная литература» (с 1990).
Лакшину принадлежат воспоминания об Ольге Берггольц, Игоре Саце.
В одной из последних статей − «Россия и русские на своих похоронах» (1993) − выступил как против русского шовинизма, так и против так называемой русофобии:

Как многие другие люди моей генерации, я был взращён так, что мне претит всякий оттенок агрессивного национального чувства: антитюркизм, антисемитизм, антиамериканизм. И русский шовинизм мне враг. Но примите уж как угодно, как причуду или национальный предрассудок, но мне почему-то хочется, чтобы к понятию русского — русского характера, русской культуры, русской литературы — относились хотя бы с минимумом уважения и справедливости… В изнурительной полемике «патриотов» и «демократов» всё более поляризуются ценности либерального «цивилизованного мира», западного понятия о свободе — и представления как об исходной ценности о своей стране — отчизне, родине. Эта дилемма мне кажется ложной. Я не мыслю родины без свободы, но и свободы — без родины. Тем более что Россия, по моим наблюдениям, не собирается без времени отдавать Богу душу, рассеиваться по другим народам и терять имя. Судя по всему, она и на этот раз переживёт критиков, примеривающих по ней траур. Катафалк заказывать рано
.

С 1967 года В. Я. Лакшин жил с семьёй в ЖСК «Советский писатель»: Красноармейская улица, д. 21 (до 1969: 1-я Аэропортовская ул., д. 20).

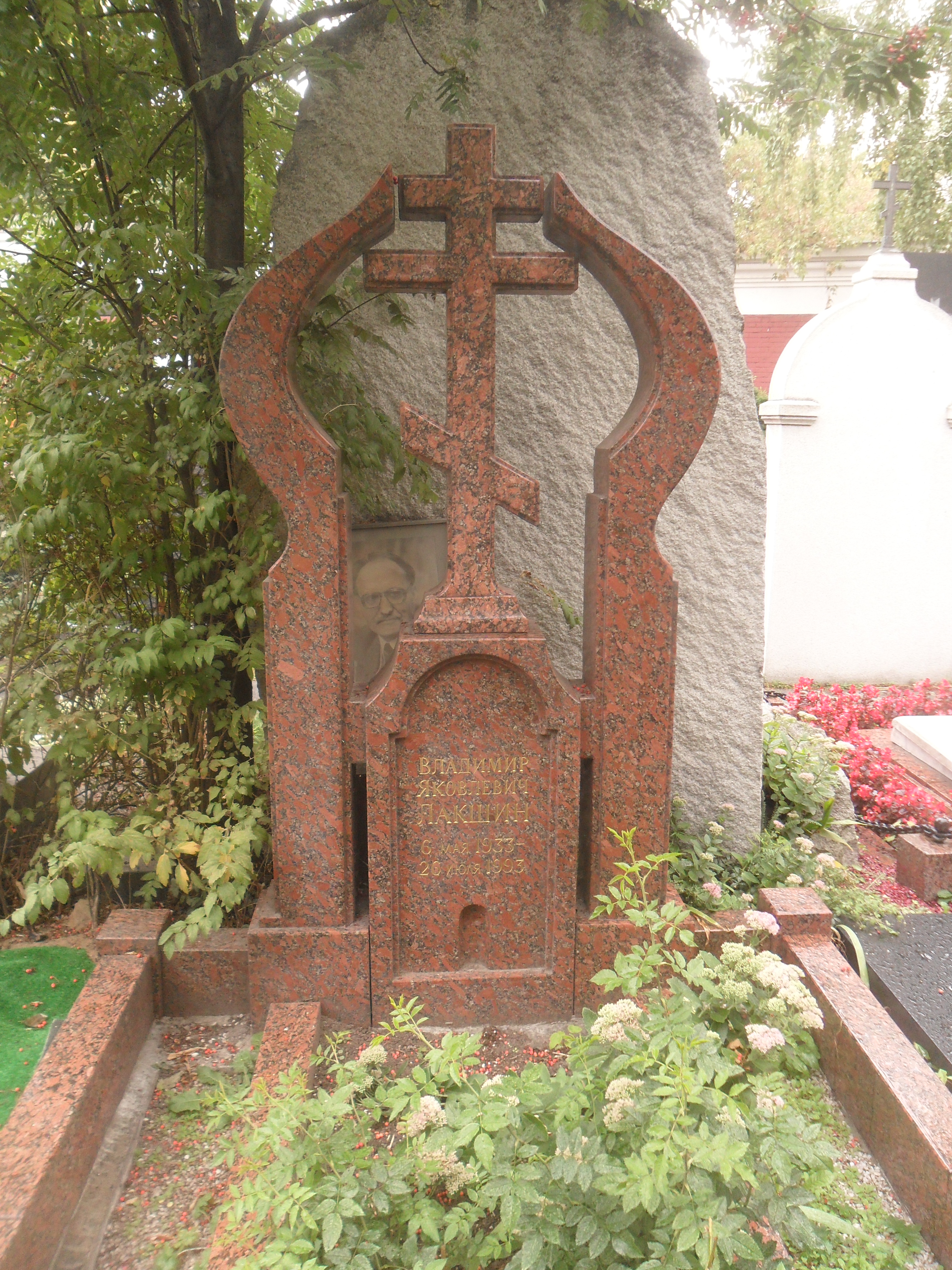
Могила Лакшина на Новодевичьем кладбище Москвы

Похоронен на Новодевичьем кладбище (10 уч.).